# قضية أرونا شانبوغ
أرونا شانبوغ ممرضة هندية كانت تعمل في مستشفى و تعرضت للاغتصاب من قبل عامل في المستشفى وحاول خنقها بيديه عام 1973.

## تداعيات
بعد تعرض أرونا شانبوغ للاعتداء أصيبت بتلف في الدماغ ودخلت في حالة غيبوبة.

## حكم
حكم على الفاعل بالحبس لمدة سبع سنوات.

## القتل الرحيم
أثارت قضية شانبوغ جدلا بشأن قوانين القتل الرحيم في الهند، بعدما التمس محام من مومباي من المحكمة إصدار قرار بوقف نظام الإطعام الإجباري عبر أنبوب حتى لا تطول معاناتها.